# Lioubov Yarovaïa (film, 1970)
Pour les articles homonymes, voir Lioubov Yarovaïa.
Pour plus de détails, voir Fiche technique et Distribution.
Lioubov Yarovaia (Любовь Яровая, Lyubov Yarovaya) est un film soviétique réalisé par Vladimir Fetine et sorti en 1970. Il s'agit de l'adaptation de la pièce de théâtre homonyme mis en scène par Constantin Trenev en 1926.

## Fiche technique
Sauf indication contraire, les informations mentionnées dans cette section peuvent être confirmées par la base de données cinématographiques IMDb,  présente dans la section « Liens externes ».
- Titre français : Lioubov Yarovaia[1]
- Titre original russe : Любовь Яровая, Lyubov Yarovaya
- Réalisateur : Vladimir Fetine
- Scénario : Arnold Vitol (ru) d'après la pièce de Constantin Trenev
- Photographie : Evgueni Chapiro (ru), Youri Veksler (ru)
- Décors : Igor Vouskovitch (ru)
- Musique : Vassili Soloviov-Sedoï
- Sociétés de production : Lenfilm
- Pays de production :  Union soviétique
- Langue de tournage : russe
- Format : Couleur - 2,20:1 - Son 70 mm 6 pistes - 70 mm
- Durée : 96 minutes (1h36)
- Genre : Drame historique
- Dates de sortie :
  - Union soviétique : 4 novembre 1970
  - Hongrie : 8 mars 1973

## Distribution
- Lioudmila Tchoursina (ru) : Lioubov Yarovaia
- Vassili Lanovoï : Mikhail Yarovoï
- Vassili Choukchine : Romain Kochkine
- Kirill Lavrov : Fiodor Chvandia
- Nina Alisova : Natalia Gornostaïeva
- Roufina Nifontova (ru) : Pavel Panova
- Anatoli Papanov : Professor Gornostaev
- Inna Makarova : Dun'ka
- Boris Novikov : Konstantine
- Petr Chelokhonov : Commissaire Mazoukhine